# Список табличек ронго-ронго

Список табличек недешифрованной письменности ронго-ронго, найденных на острове Пасхи в XIX веке. Нумерацию буквами ввёл немецкий лингвист Томас Бартель.

## Ключевые персоны, связанные с открытием и исследованием табличек
Имен нижеперечисленных персонажей в дальнейшем неократно встречаются в тексте:
- Этьен Флорентин Жоссен (неправильное написание Жоссан; 1815—1891) — французский католический епископ, титулярный епископ Аксиерийский и апостольский викарий Таити. Епископу подчинялись миссионеры по всей Французской Полинезии, а также на острове Пасхи, который в состав Французской Полинезии не входил. Жоссен собрал первую коллекцию табличек, предпринял первую попытку их рассшифровки и первый привлёк к ним научное внимание. Принадлежал к малоизвестной католической конгрегации пикпуцианцев (Конгрегация Святых Сердец Иисуса и Марии), в связи с чем некоторые таблички из коллекции Жоссена до сих пор являются собственностью этой конгрегации.
- Эжен Эйро, Ипполит Руссель и Гаспар Зумбом (фр. Gaspar Zumbohm) — французские миссионеры-пикпуцианцы на острове Пасхи, подчинённые епископа Жоссена.
- Меторо Тау’а Уре (нередко просто Меторо) — абориген, информатор епископа Жоссена, пытавшийся прочесть ему текст табличек (но, как позже выяснилось, не умевший этого делать).
- Жан-Батист Дютру-Борнье (1834—1876) — французский авантюрист, провозгласивший себя правителем острова Пасхи. Убит островитянами.
- Кэтрин Рутледж (неправильное написание Катарина Раутледж; 1866—1935) — английский антрополог, которая первой пыталась проводить системное исследование жителей острова Пасхи и их культуры.
- Альфред Метро (1902—1963) — швейцарский исследователь письменности острова.
- Томас Бартель (1923—1997) — крупный немецкий исследователь табличек, создатель первых качественных карандашных прорисовок большинства из них, их буквенной нумерации, а также первого каталога знаков письменности, использованных в табличках.
- Стивен Фишер — независимый исследователь.
- Ю.В. Кнорозов (1922—1999), Н. А. Бутинов (1914—2000), И. К. Фёдорова (1931—2010), К. Поздняков — российские исследователи письменности.

## Таблички

### Табличка A
Табличка A , также известная под названием Тахуа, одна из четырёх табличек из «списка епископа Э. Ф. Жоссена», была обнаружена на острове Пасхи священниками Ипполитом Русселем и Гаспаром Зумбомом (фр. Gaspar Zumbohm) в 1870 году, после чего отправлены Жоссену на Таити. Затем табличку послали в штаб-квартиру Конгрегации Святых Сердец Иисуса и Марии в Париж, где она выставлялась в музее (это сделал либо сам Жоссен в 1892 году, либо французский флот в 1892 году уже после его смерти). В 1905 году табличку перевезли в музей Конгрегации в бельгийский город Брен-ле-Конт. В 1953 году она вместе с Конгрегацией переехала в Гроттаферрату близ Рима, и, наконец, в 1964 году в Рим, и через 10 лет заняла своё нынешнее местоположение в штаб-квартире Конгрегации.
Табличка A вырезана из европейского или американского весла, размером 91 x 11.5 x 2 см. В прекрасном состоянии с несколькими каплями чернил и немногими мелкими отверстиями и лунками. Стивен Фишер в публикации 1997 года назвал её RR1. Кроме того, её иногда называют «Веслом», так как она вырезана именно на нём.
Точное начало надписи не известно. Борис Кудрявцев обнаружил, что несколько строк Тахуа пересказаны на табличке P.
Бартель в публикации 1958 года отмечал следующее: фрагменты на «A» повторяются, в случайном на первый взгляд порядке, на B, C, E, H, P и Q. Бутинов предположил, что она содержит родословную.
На каждой стороне по восемь строк текста, всего на «A» написано около 1825 знаков. Сравнением общих с другими текстами фраз Поздняков определил, что порядок чтения строк соответствует тому, что указаны у Бартеля, однако не известно, какая из сторон таблички читается первой.
- Сторона «A» левый конец
- Сторона «A» центр
- Сторона «A» правый конец

- Сторона «B» левый конец
- Сторона «B» центр
- Сторона «B» правый конец

### Табличка B
Табличка B, также известная под названием Аруку Куренга, — одна из табличек из списка Э. Ф. Жоссена. Информант Жоссена, Маторо Тау’а Уре пытался «прочесть» её, однако он не понимал её содержимого. Фишер называл её RR4. Находится в превосходном состоянии. Продолговатая, с бороздками, закруглёнными краями и скошенным краем, размером 41 × 15,2 × 2,3 см, сделана из древесины Thespesia populnea. Аруку куренга деформирована и может быть сделана из дерева-плавника. В центре находится одно отверстие для подвешивания, два других — наверху и справа, если смотреть на аверс.
Метро полагал, что Аруку Куренга — одна из лучших табличек, считая, что её вырезал умелый мастер. Бутинов и Кноро́зов обнаружили на ней повторяющийся трижды фрагмент текста.
На реверсе таблички B десять строк, на аверсе 12, всего 1290 знаков. Из-за несимметричной формы таблички строки не параллельны: на аверсе 2-я строка после 5-го знака сжата в высоту, а 3-я строка на этом месте обрывается, так что 4-я строка идёт прямо под 2-й.
- Реверс
- Аверс
- Аверс в цвете
- Аверс, правый край

### Табличка C
Табличка C, также известная под названием Мамари, содержит календарь островитян. Одна из табличек Жоссена. Фишер называет её RR2. Жоссен называл эту табличку Miro-Mimosa — «дерево акации». Табличка в превосходном состоянии с одним отверстием сверху. Скруглённая прямоугольная дощечка без щербин, 29 × 19,5 × 2,5 см, из древесины Thespesia populnea. Фишер называл её одной наиболее восхитительных, также она может быть самой старой.
Фишер считает C и S единственными достоверно появившимися до миссионеров. Он идентифицирует табличку C с Кохау ’о те ранга, принадлежавшей ’арики Нга’аре, украденной его слугой, для друга. Позже табличку продали Зумбольму.
Орлиак доказал, что для того, чтобы вырезать из Thespesia populnea табличку 20-сантиметровой ширины, требуется дерево около 15 метров в высоту. На острове Пасхи деревьев такого размера не было уже давно: в 1722 году остров описывали как «лишённый больших деревьев», Гонзалес в 1770 году писал, что на острове нет ни одного дерева, пригодного для вырезания доски 15-сантиметровой толщины. Форстер в 1774 году сообщил, что на острове нет ни одного дерева выше 10 футов (трёх метров).
«Мамари» — единственный текст, содержание которого было установлено. Две с половиной из 14 строк на реверсе содержат календарные данные, Ги и Поздняков предположили несколько чтений знакам. Остальные строки могут также быть календарём.
Кэтрин Рутледж сообщили, что Кохау ’о те Ранга была особенной, табличкой-ранга, на которой записаны имена заключённых врагов и которая могла «помогать завоеванию» и порабощать врагов. Однако Мамари содержит фрагменты, найденные на других табличках, а также календарь.
Информант Жоссена Меторо Тау’а Уре «читал» табличку, начав с низа аверса, вопреки определённому Поздняковым порядку. Кроме того, вместо того, чтобы продолжить на реверсе в том месте, где кончился текст на аверсе, он стал читать с противоположного угла.
На каждой стороне таблички по 14 строк, всего на ней примерно тысяча знаков. Общая с табличками E, G, K, N последовательность начинается на строке Ca14 (по Бартелю) и оканчивается на Cb1, что позволило Позднякову утверждать, что бартелевская сторона «a» — это реверс, а «b» — аверс.
На краю таблички находится искажённый композитный знак, начинающийся на Cr7 в пределах текста календаря. Этот знак не встречается в прорисовке Бартеля и на фотографиях. Фишер полагает, что это знак 631.78, однако повторение последовательности, в которой он находится, позволяет утверждать, что это аббревиатура 670-8.78.711.

Реверс (сторона a), прорисовка Бартеля. Cr1 сверху, Cr14 снизу.

Аверс (сторона b), прорисовка Бартеля. Cv1 сверху, Cv14 внизу.
- Реверс
- Аверс
- Аверс

### Табличка D
Табличка D (также Échancrée) положило начало коллекции Жоссена. Фишер называет её RR3. В 1990-х сотни её реплик были проданы на выставке в Брюсселе.
Зазубренная табличка с дефектами, около 30 × 15 см величиной. В хорошем состоянии, однако имеет выемки и длинную глубокую процарапанную отметину на стороне a (строка 6).
Табличка при дарении отцу Зумбольму служила основой, на которую была намотана 16-метровая верёвка из человеческих волос, возможно, рыболовная снасть. Судя по зазубринам, табличкой пользовались как катушкой, что показывает, насколько таблички утеряли сакральный статус. Табличку отослали в Конгрегацию в Париж, где её хранили в миссионерском музее, это сделал либо Жоссен в 1888 году, либо французский флот в 1892 году после его смерти. В 1905 году её переправили в музей Конгрегации в Брен-ле-Конт. В 1953 году она вместе с Конгрегацией переехала в Гроттаферрату, а в 1964 — в Рим. В 1974 году Конгрегация переехала в нынешнее здание штаб-квартиры в Рим, и в 1975 году Échancrée отправилась на долгосрочное хранение на Таити.
Форма и древесина, из которой сделана табличка, позволили Фишеру предположить, что она была сделана из обшивки европейского или американского корабля.
Строка a3 содержит последовательность знаков (знак 200), держащих различные объекты и разделённые фрегатами (знак 600). Фишер полагает, что это последовательности цифр.
Фишер упоминает, что качество надписей на аверсе и реверсе отличается. Сторона a выгравирована аккуратно, на ней знаки маленькие и выполнены мастерски. На стороне b глифы больше и более грубо нанесены, что предполагает разных авторов. Содержит семь строк на стороне a и следы восьмой; шесть строк на стороне b, всего около 270 знаков, считая и полные, и повреждённые.
Хотя Бартель начал транскрипцию на широком конце стороны a, начало текста также может быть на узком конце (Da8); то же верно для стороны b. Однако, так как надписи нанесены разными людьми, скорее всего они содержат разные тексты, и вопрос нерелевантен.

Сторона a, прорисовка Бартеля. Da1 сверху, Da8 снизу.

Сторона b, прорисовка Бартеля: Db1 сверху, Db6 снизу.
- Сторона a
- Сторона b
- Сторона a с прорисовкой
- Сторона b, с прорисовкой

### Табличка E
Табличка E (также Кеити), одна из табличек Жоссана; уничтожена, имеется два набора фотографий и несколько рисунков. Фишер называл её RR6, а Жоссан — «поеденной червями» (фр. vermoulue). Находилась в Католическом университете Лёвена в Бельгии и сгорела в 1914 году, во время боёв за город в ходе Первой мировой войны. Пинар опубликовал её рисунки, созданные притиранием. На части фотографий знаки ронго-ронго обведены белым для увеличения контрастности.
Бороздчатая табличка из неизвестной древесины размером 39 × 13 см в прекрасном состоянии с несколькими червоточинами, особенно на реверсе в правой верхней части.
История её попадания к Жоссену аналогична предыдущим. Меторо Тау’а Уре «читал» её вверх ногами. В 1888 году Жоссен отправил её в Париж, в Конгрегацию Святых сердец, с инструкцией передать табличку востоковеду Шарлю-Жозефу де Дёлену в Католический университет Лёвена. Это осуществилось в 1894 году, и там она и хранилась вплоть до 1914 года, сгорев при осаде Лёвена.
На реверсе девять строк текста, на аверсе восемь, всего около 880 знаков. Поздняков обнаружил последовательность знаков, найденную и на некоторых других табличках. Она расположены на строках с Er9 по Ev1, подтверждая порядок чтения, предложенный Бартелем. На третьей строке на реверсе текст внезапно обрывается, вклиниваясь между строками 2 и 4, аналогично табличке B.
- Реверс (копия)
- Реверс с белой прорисовкой
- Аверс (копия)
- Аверс с белой прорисовкой

### Табличка F
Табличка F, также табличка Шове (RR7 по Фишеру) — одна из табличек Жоссена. Он никогда не упоминал о ней и о том, как её получил, однако её полусгнившее состояние предполагает, что её нашли во влажном месте. Томсон описал её, так как видел табличку во время визита к Жоссену. Фишер утверждает, что она была вместе с другими табличками отправлена в Конгрегацию Святых сердец после смерти Жоссена. В 1930 году её продали Стефану Шове. Стефан умер в 1950 году; местоположение таблички до 1990 года оставалось неизвестно, пока Арман не обнаружил её. После смерти Армана в 2005 году табличка F отправилась в частную галерею Мертона Симпсона. Несколько учёных, включая Ги, сомневается в аутентичности таблички, однако Фишер считает, что она настоящая.
На каждой стороне расположено по шесть строк, однако две на реверсе стёрлись. Около 55 знаков всего, многие сохранились лишь частично. Расположенная на стороне «b» надпись «фрагмент таблички с острова Пасхи. Посвящается монсеньору епископу Аксиерийскому, получена в 1892 году» (фр. fragment d’une tablette de l’Ile de Pâques Souvenir de Mgr d’Axiéri, reçu en 1892) закрывает часть надписи, которую никогда не транскрибировали. По топорности изготовления табличка похожа на табличку Y.
Фрагмент неизвестной гнилой древесины 11,5 × 8 см размером.

Сторона a, прорисовка Бартеля. Fa1 сверху, Fa5 внизу.
- Сторона a
- Сторона a с прорисовкой
- Сторона b и надпись

### Табличка G
Табличка G — одна из двух найденных в Сантьяго табличек, известна также как Малая табличка из Сантьяго и RR8 по Фишеру. В прекрасном состоянии; размеры 32 × 12,1 × 1,8 см, сделана из Thespesia populnea. Содержит по восемь строк на каждой стороне, всего около 720 символов.
Несколько учёных отмечали, что табличка G содержит два структурно разных текста. Большинство надписей на Gr — пересказ текста на K, а последняя строка, Gr и вся Gv содержат общие фразы с табличкой I и T (аверс), других общих фраз на ней нет. В 1956 году Бутинов и Кноро́зов обратили внимание на то, что последовательность из 15 знаков в строке Gv6 может быть родословной: A сын B, B сын C, C сын D, … Последний в каждой группе знак 76, сочтённый Фишером за фаллос, Бутинов и Кнорозов сочли данный символ патронимом-таксограммой, маркирующей личные имена; Ги счёл это правдоподобной интерпретацией.
Харрисон обратил внимание на то, что строки GR3—7 содержат сложный знак 380.1+3 (фигура с посохом, на котором находится гирлянда), повторённый 31 раз. Он счёл фигуру разделителем между именами вождей. Фишер согласился с этой теорией, а Ги считает, что гирлянда — это детерминатив знати.
Бо́льшая часть реверса (строки 1-7) повторяются с небольшими изменениями на более новой табличке K; затем структура текста меняется. Кроме того, Поздняков обнаружил краткую последовательность Gr8—Gv1, подтвердившую верность определения порядка слов Бартелем.
Реверс

Прорисовка Бартеля. Gr1 сверху, Gr8 внизу.

Прорисовка Фишера
Аверс

Прорисовка Бартеля. Gv1 сверху, Gv8 внизу.

Прорисовка Фишера
- Реверс (вверх ногами)
- Фрагмент
- Реверс с прорисовкой

- Аверс с прорисовкой
- Фрагмент реверса со строками 2—6
- Фрагмент со строками 3—7
- Фрагмент аверса 2—7 строками
- Часть 4-й строки на аверсе
- Возможно, родословная

### Табличка H
Табличка H, бо́льшая из двух, расположенных в Сантьяго, также известна под названием «большая (табличка) из Сантьяго». Она является одной из табличек «великой традиции». Фишер называл её RR9. Табличка с тщательно нанесёнными письменами 44,5 × 11,6 × 2,7 см, повреждённая огнём, выполнена из Thespesia populnea. Дерево выгнуто, края конусовидные, возможно, для увеличения площади. Проткнутое наверху отверстие могло использоваться для подвешивания. На каждой стороне таблички 12 строк, различимо примерно 1580 из 1770 знаков. На левой части реверса строки 8-12 выжжены, на аверсе аналогично повреждены строки 1-2. 10-сантиметровая борозда на правой части реверса могла появиться в результате использования таблички для трения, чтобы получить огонь. Имбеллони утверждает, что эта табличка — самая искусно сделанная.
Фрагменты текста на H повторяют текст P и Q, имеются более короткие общие с другими табличками фрагменты Hr7 с Aa2, Pr3 с Qr3; Hr2 с Qr2; Hr4 с Qr4.
- Реверс (гравюра)
- Аверс (гравюра)

### Табличка I
Табличка I, также известная как Посох из Сантьяго (англ. Santiago Staff) содержит наиболее длинный текст из всех табличек. Статистический анализ показывает, что содержание текста отличается от того, что написано на остальных табличках. Фишер называет посох RR10. Это единственный текстовый носитель такого формата.
Изготовлен из неизвестного дерева; длина — 126 см, сечение круглое, диаметры — 5,7 см и 6,4 см. Вся табличка покрыта иероглифами. В хорошем состоянии, но имеет вмятину и расщеплена. В начале 12-й строки (по Фишеру — первой) имеется некоторое количество язвин, которые Фишер считает результатом воздействия на древесину кожного сала держателя.
На посохе 13 полных и одна неполная строка, всего около 2320 иероглифов (по Фишеру). Центр исследований Острова Пасхи и Полинезии насчитал на посохе 2208 разборчиво написанных знаков, 261 нечётко выполненных и 35 стёртых. Фишер и Бартель считают, что надпись выполнена тщательно и профессионально.
Посох был представлен команде чилийского корвета «O’Higgins» в 1870 году французским авантюристом и самозванным правителем острова Пасхи Жан-Батистом Дютру-Борнье, который утверждал, что посох принадлежал «арики» (вождю). Когда командир корвета спросил местных жителей о посохе, то они уважительно сперва указали на небо, а потом и на посох, что позволило командиру сделать вывод о том, что надписи имели сакральный смысл. В 1876 году посох был передан директору чилийского Национального музея естественной истории Рудольфу Филиппи.
Поздняков отмечает, что на посохе имеются общие короткие фразы с табличками G и T.
Фишер попробовал расшифровать надпись на посохе, однако его попытка не признана успешной другими специалистами. Он считает, что на посохе находится запись мифа о творении типа «все птицы совокуплялись с рыбами, откуда появилось Солнце». Знак, который Фишер переводит как «совокупляться», , встречается на посохе 564 раз.
Ги считает теорию Фишера несостоятельной, а если Бутинов и Кнорозов правы относительно того, что на G находится генеалогический список, то «фаллос» по Фишеру на самом деле является маркером-патронимом, а текст посоха почти полностью состоит из личных имён. Пример Фишера в этом случае может быть переведён как «сын птицы был убит», так как знак «рыба»  использовался метафорически для обозначения убитого на войне, а kohau îka «строки рыб» — это перечисление погибших на войне. Посох в таком случае, вероятно, содержит список битв, их героев и жертв.
Несмотря на то, что порядок чтения известен, начало текста пока не определено. Филиппи назначил строкам номера произвольно, но Бартель не переопределял их в своих работах. Основное разногласие — строка номер 12 (по Фишеру — 1), 90 см в длину, что составляет 3/4 длины посоха.
Фишер считает, что короткая 12-я строка — это начало текста, подкрепляя это умозаключением относительно того, что проще начать короткую строку, чем подгонять последнюю, а также посчитав, что крупные знаки на 13-й строке у конца 12-й увеличены для того, чтобы вписаться в оставшееся место. Однако Фишер также отмечает, что на посохе заметны остатки намеченных линий, что предполагает оценку места. Хорли считает, что 12-я строка — последняя: текст начинается на 11-й строке, заворачивает к 13-й, а 12-ю вписали между ними
Тексты I и T — единственные, содержащие вертикальные разделители, Фишер считает, что ими отмечено окончание разделов.
- Часть строк 2-6
- Строки с 1-й (нижняя) по 3-ю (верхняя)
- Строки 1—3. 14-я строка видна внизу

### Табличка J
Табличка J, также известная под названием (Лондонское) реимиро 1 — бо́льшая из двух лондонских реимиро с надписями. По классификации Стивена Фишера — RR20.
Представляет собой двуглавое реимиро (нагрудное украшение) 73×13,2 см, выполнена из неизвестного дерева. Находится в прекрасном состоянии, за исключением нескольких червоточин. Два отверстия в центре вверху использовались для подвешивания. На лицевой стороне между отверстиями вырезаны два знака. Реимиро с надписями были, видимо, очень редки; старик, опрошенный Рутледж, сообщил, что никогда таких не видел.
Согласно описанию в каталоге Британского музея, привезена в 1870 году, получена доктором Комри от капитана судна, переправившего её с Острова Пасхи. Фишер утверждал, что фраза «капитан судна» означает, что табличка была получена до рейдов чилийских рабовладельцев (1862—1863), вероятно, в 1820—1840-х годах.

### Табличка K
Табличка K, также (малая) лондонская табличка содержит почти полную копию текста лицевой стороны таблички G. Согласно нумерации Фишера — RR19. Представляет собой плоский кусок древесины Thespesia populnea 22 × 6,8 × 1,8 см. Табличка заполирована от ношения, однако на ней встречаются следы гниения и червоточины. С одного конца повреждена, но надпись при этом не пострадала. На табличке имеются следы более поздних исправлений, знаки со строки r5 счищены. Фишер сделал предположение, что более ранние знаки, выполненные тонкими линиями, означают, что табличка K — это палимпсест. На табличке K содержится пересказ (не точная копия) первых семи строк таблички G. Бартель предположил, что на этой табличке содержится список текстов на ронго-ронго, Фишер также считал, что на табличке некий список.
Далтон утверждает, что приобрёл табличку в Лондоне примерно в 1900 году. 25 ноября 1903 года он передал табличку в Британский музей. Альфред Метро изначально предположил, что это подделка, однако после личного осмотра и вердикта Бартеля изменил своё мнение. Фишер утверждал, что эта табличка была произведена незадолго до 1860-х, когда такие артефакты прекратили создавать.
Текст поделён на пять строк на аверсе, переходную строку (Kv1) по краю, и четыре строки на реверсе. Первая и последняя строки аверса почти стёрты. Порядок чтения установлен благодаря сходству текста с G.
- Реверс
- Негатив реверса
- Аверс
- Негатив аверса

### Табличка L
Табличка L, также известная как (Лондонское) реимиро 2 — меньшее из двух реимиро, хранящихся в Лондоне. По Фишеру — RR21. Размеры — 41,2 × 10,5 см, выполнена из древесины Thespesia populnea. На реимиро проделаны два отверстия для подвешивания. По нижнему краю аверса вырезана одна строка со знаками письменности.
По данным Фишера, Катерина Рутледж показывала фотографию этой таблички двоим старикам в июле 1914 года, они сказали, что это женское реимиро.
Данная табличка принадлежала коллекционеру Симпсону (англ. Reverend William Sparrow Simpson), который никогда не бывал на острове Пасхи. В январе 1875 года он продал реимиро поверенным коллекции Кристи. Вместе с остальной коллекцией Кристи реимиро было передано в Британский музей в 1883 году.
На реимиро одна строка, в которой примерно 50 знаков; оканчивается надпись шестью комари (вульвами).

### Табличка M
Табличка M, также Большая венская табличка или RR24 (по Фишеру) — плохо сохранившийся плоский кусок древесины Thespesia populnea размером 28,4 × 13,7 × 2,5 сантиметров. Она долгое время лежала на влажной почве стороной «Б», в результате чего края подгнили, а поверхность изъедена червями. Фишер предположил, что дефекты сверху и по бокам могли появиться в результате порки.
Табличка M вместе с табличками N и O была приобретена Вильгельмом Гайзелером, капитаном корабля, на котором на остров Пасхи прибыла археологическая экспедиция. Покупку организовал немецкий консул Шлюбах (нем. Schlubach) по просьбе директора Берлинского этнологического музея. Затем они попали к дяде жены Шлюбаха, Александру Салмону, а от него — к самому Шлюбаху. Последний продал две таблички из трёх фирме «Klée und Kocher», оттуда они были выкуплены австрийским вице-консулом, и в конечном итоге подарены Венскому музею в 1886 году.
На аверсе видно девять строк, в которых примерно 120 знаков; реверс уничтожен. Фишер предполагал, что на реверсе также было 11 строк текста, а также отмечал, что табличка была повреждена ещё раз в период с 1933 по 1992 год, в частности, уничтожено две строки текста. Реверс M содержит две последовательности знаков, совпадающие с табличкой G.

### Табличка N
Табличка N — меньшая из двух табличек, хранящихся в Вене, также известна как Малая венская табличка; текст на ней повторяет значительную часть знаков аверса таблички E. По Фишеру имеет номер RR23. Представляет собой слегка выпуклый прямоугольный кусок древесины Podocarpus latifolius размером 25,5 × 5,2 × 2 сантиметра, сильно опалённый огнём и потрескавшийся. Надписи читаемы. Знаки нанесены заострённой костью, а не акульим зубом, как на остальных известных табличках.
С обеих сторон нанесено по пять строк текста, всего около 230 знаков. Поздняков предположил, что весь текст N содержится на E; часть текста с реверса N совпадает с текстом на табличке H, есть более мелкие общие фрагменты с B и P.

## Современное местонахождение табличек
| Музей/Табличка                                    | A | B | C | D | E | F | G | H | I | J | K | L | M | N |
| ------------------------------------------------- | - | - | - | - | - | - | - | - | - | - | - | - | - | - |
| Американский музей естественной истории           |   |   |   |   |   |   |   | Р |   |   |   |   |   |   |
| Банкрофтская библиотека                           |   |   |   |   | Ф |   |   |   |   |   |   |   |   |   |
| Берлинский этнологический музей                   |   |   | Р |   |   |   |   |   |   |   |   |   |   |   |
| Британский музей                                  |   |   | Р |   |   |   |   |   |   | Х | Х | Х |   |   |
| Иберо-американский институт                       |   |   |   |   |   |   |   |   |   |   |   |   |   |   |
| Institut für Völkerkunde                          |   |   |   |   |   |   |   | Р | Р |   |   |   | Х | Х |
| Конгрегация Святых сердец Иисуса и Девы Марии     | Х | Х | Х | Р |   |   |   |   |   |   |   |   |   |   |
| Королевские музеи изящных искусств                |   |   |   |   |   |   |   |   | Р |   |   |   |   |   |
| Кунсткамера                                       |   |   |   |   |   |   |   |   |   |   |   |   |   |   |
| Музей имени Бернис П. Бишоп                       | Р | Р |   |   |   |   |   | Р | Р |   |   |   |   |   |
| Музей имени Линдена                               |   |   | Р |   |   |   |   |   |   |   |   |   |   |   |
| Музей человека                                    |   |   | Р | Р |   |   |   |   |   |   | Р |   | Р | Р |
| Musée du Malgré tout                              |   |   |   |   |   |   |   |   | Р |   |   |   |   |   |
| Национальный музей естественной истории           |   |   |   |   |   |   |   |   |   |   |   |   |   |   |
| Парк пятидесятилетия                              | Р | Р | Р | Р |   |   |   |   |   |   |   |   |   |   |
| Смитсоновский институт                            |   |   |   |   |   |   |   |   |   |   |   |   |   |   |
| Музей Таити и островов                            |   |   |   | Х |   |   |   |   |   |   |   |   |   |   |
| Частная коллекция ван Хоребека                    |   |   |   |   |   |   |   | Р |   |   |   |   |   |   |
| Частная коллекция Мертона Симпсона                |   |   |   |   |   | Х |   |   |   |   |   |   |   |   |
| Частная коллекция Фишера                          |   |   |   | Р |   |   |   |   | Р |   |   |   |   |   |
| Чилийский национальный музей естественной истории |   |   |   |   |   |   | Х | Х | Х |   | Р |   |   |   |
| Этнологический музей Дрездена                     |   | Р |   |   |   |   |   |   |   |   |   |   |   |   |

Примечание«Х» — хранится, «Р» — репродукция, «Ф» — фотография.